# ماري لويد
ماتيلدا أليس فكتوريا وود  (بالإنجليزية: Marie Lloyd)‏ (12 فبراير 1870 - 7 أكتوبر 1922), عرفت باسم ماري لويد، كانت مغنية إنجليزية وكوميدية وأيضاُ ممثلة مسرحيات موسيقية خلال القرن التاسع عشر ومع مطلع القرن العشرين. عرفت من خلال أدائها لأغاني مثل الفتى الذي أحب في أعلى المعرض، رجلي الكبير، أه سيد بورتر، ماذا يمكنني أن افعل